# Chiesa collegiata di San Salvatore
La chiesa collegiata del Santissimo Salvatore è un importante luogo di culto della cittadina di Alessano, in provincia di Lecce. Costruita tra XVIII e XIX secolo su un precedente edificio in stile romanico, è stata cattedrale della diocesi di Alessano fino al 1818. Attualmente è sede di una parrocchia dipendente dalla diocesi di Ugento-Santa Maria di Leuca. In questa Chiesa ha ricevuto i sacramenti di iniziazione cristiana ed è stato ordinato presbitero il venerabile Antonio Bello. L'attuale parroco è don Luigi Ciardo, prima alunno del venerabile presso il seminario minore di Ugento e poi amico e compagno nel ministero.

## Storia

### L'antica cattedrale
L'edificio originario fu costruito nella medesima collocazione dell'attuale intorno alla metà del XII secolo, poiché la prima testimonianza documentaria, redatta nel 1198 da un anonimo vescovo alessanese, parla di una chiesa già vecchia di qualche decennio.
La cattedrale era adiacente alla cinta muraria della città, presso il suo limite sud-est; si estendeva per circa due terzi dell'edificio attuale ed era un esempio di Romanico pugliese. Di essa ci rimangono alcune planimetrie risalenti però al XVI secolo ed eseguite da Felice De Palma, quando l'edificio era già stato più volte rimaneggiato, insieme alle notizie trasmesse dai vescovi del XVII secolo e del XVIII secolo e quale suppellettile mobile che fu trasferito nella nuova cattedrale iniziata nella seconda metà del XVIII secolo. Inoltre, presso l'Archivio Segreto Vaticano è conservata la raccolta quasi completa delle relazioni redatte per la visita ad limina Apostolorum Petri ed Pauli che i vescovi facevano personale o per procuratorem. In particolare, le relazioni dei vescovi della diocesi di Alessano vanno dal 1590 al 1794 e contengono numerose notizie riguardanti, tra le altre, la situazione sociale delle popolazioni. Sono presenti anche riferimenti ai restauri e, a partire dalla metà del XVIII secolo, anche ai progetti e ai lavori di abbattimento dell'antica e di costruzione della nuova cattedrale. .
Nello stesso documento del 1198 viene detto che la cattedrale era satis ampia, abbastanza spaziosa per la popolazione alessanese che all'epoca non doveva superare le mille unità; si presentava a un'unica navata, lungo la quale erano collocate sei cappelle laterali con altrettanti altari dedicati a San Leonardo, San Nicola di Bari, San Martino di Tours, San Giovanni Battista, all'Annunciazione di Maria e all'Arcangelo Michele. Il presbiterio godette, a partire dal XVI secolo di un coro ligneo. La copertura era presumibilmente monocuspidale a capriate lignee.
Antistante alla cattedrale vi era inizialmente un cimitero cittadino, soppresso a partire dal XVI secolo, mentre nei sotterranei della cattedrale vi erano dei sepolcreti per le famiglie nobili e per i notabili dell'epoca. Inizialmente la cattedrale non aveva un proprio campanile, e le campane erano ubicate in un torrione della vicina cinta muraria.
La cattedrale godeva di un'ampia sacrestia ove si conservavano preziosi paramenti sacri e oggetti liturgici; era provvista, unica ad Alessano, di un fonte battesimale, ed era dunque il solo luogo ove si potesse amministrare tale sacramento.

#### Nel XVII secolo
Alla fine del XVI secolo, nel centro abitato di Alessano si contavano ben quattordici sacri edifici: dalle cappelle devozionali si passava a quelle del monastero di Sant'Angelo e del convento dell'Ordine dei frati minori conventuali. Più importanti erano quella di san Paolo, detta anche l'abbazia, e, prima fra tutte, la chiesa cattedrale dedicata alla Trasfigurazione del Signore, o al Santissimo Salvatore. Era situata ai limiti meridionali ed orientali dell'abitato presso le mura della città, come esibiscono le vedute del Pacichelli e dell'Orlandi. 
Disposta ad oriente, nel presbiterio erano il coro per i beneficiati del Capitolo cattedrale e l'altare maggiore, mentre le cinque campane erano sistemate sulle mura della città ma con l'uso si ridussero a tre nei decenni seguenti. Officiava nella cattedrale il Capitolo formato da dodici canonici, tre presbiteri partecipanti e tre non partecipanti, due suddiaconi ed altri diciassette chierici, sette cappellani della cappella di S. Maria "del Balzo" di patronato del conte di Alessano ed altri nove della cappella detta di notar Nicola i quali ne avevano il patronato. Inoltre, avevano qui sede una societas Corporis Christi per gli uomini ed un'altra per le donne, e la confraternita di san Carlo Borromeo.
Le notizie del vescovo Ercole Lamia non si riferiscono mai alle forme architettoniche ma gli accenni alle riparazioni eseguite al tetto lasciano pensare che esso fosse a capriate con travi di legno e tegole e che, conseguentemente, la facciata fosse monocuspide. Probabilmente deve intendersi come un rosone quella finestra orbiculata che fu restaurata con una transenna perforatis lapidibus liciensibus dictis. La porta d'ingresso era probabilmente una sola, anche se chiamata maggiore in riferimento ad un'altra che era stata chiusa in un tempo non precisabile.
La notizia di Tasselli, che storicamente è poco attendibile, che la cattedrale fu "eretta dai Normanni", non consente di definire la struttura architettonica ma molto probabilmente, all'interno si distingueva il presbiterio sopraelevato rispetto alla restante aula. Si vedono ancora le tracce delle tre cappelle che si aprivano sulla destra della navata.

##### Gli interventi
Nel XVII secolo gli interventi furono in maggior numero di restauro e di parziali rinnovi della suppellettile e nei primi anni del secolo, infatti, il vescovo Nicola Antonio Spinelli (1612-1634) provvide ad eliminare dal tetto le infiltrazioni di acqua piovana che danneggiavano il presbiterio ed il coro. Nel restaurato presbiterio il successore Placido Padiglia ricostruì un coro per invogliare forse i canonici ad un migliore servizio liturgico, fece costruire una nuova cattedra vescovile che veniva ornata con drappi di colore liturgico ed acquistò varia suppellettile. Nel triennio seguente acquistò un nuovo parato di candelieri per l'altare maggiore che ornò pure con statue di legno dorato, come quella del Santissimo Salvatore, che ancora oggi si ammira nel presbiterio della nuova cattedrale.
Sembra che tutti questi provvedimenti furono presi in seguito alla visita apostolica che il vescovo di Venosa compì al tempo del vescovo Spinelli, mentre a partire dalla fine del XVII secolo furono eseguiti importanti lavori di sistemazione che lasciano intendere come già in quel periodo la chiesa fosse in cattivo stato di conservazione.
Il Vescovo Andrea Tontoli nel 1695 fece riparare il tetto che minacciava di crollare.

#### Gli ampliamenti nella prima metà del XVIII secolo
La cattedrale mostrava i segni della sua vecchiaia che ai vescovi nel XVIII secolo non sfuggirono affatto e, infatti, il vescovo Vincenzo Della Marra nel primo decennio del 1700 risistemò la sacrestia, aprì due cappelle ai lati dell'altar maggiore e, venuta meno la cinta muraria, dotò la cattedrale di un proprio campanile a sinistra del presbiterio. Nel frattempo si ebbe la proclamazione di San Trifone a principale patrono della città e fu costruito un altare a lui dedicato che comportò l'allargamento della navata destra.
La cattedrale fu rimaneggiata e ridecorata più volte nel corso del XVIII secolo, assumendo via via forme riconducibili al Barocco leccese e venendo dotata di pregevoli opere d'arte e suppellettili; tuttavia le sue condizioni continuarono a destare preoccupazione; di pari passo cresceva l'importanza di Alessano e il numero dei suoi abitanti, ragion per cui l'antica cattedrale divenne ben presto inadatta a ospitare la popolazione.
L'impulso dato dal vescovo Della Marra fu assecondato dal vescovo Giovanni Giannelli, nei primi anni del XVIII secolo, che non trascurò la cattedrale alessanese di cui in parte rinnovò ed in parte restaurò le canne dell'organo con una spesa di cento ducati, come il rosone, e soprattutto il tetto, che lasciava filtrare le acque piovane. Aggiunse al campanile altre due campane e fece riparare la quarta. Infatti, veniva adoperata anche dall'Università e dal duca per finalità civili e poiché l'accesso al campanile era aperto anche agli estranei, il vescovo ne chiuse la porta esterna che portava su alla chiesa e diede severe disposizioni per il loro ordinato suono.
Il Giannelli prese l'iniziativa di istituire con decreto del 24 giugno 1738 la fabbriceria della chiesa cattedrale con dote di cinquanta ducati ai quali aggiunse le rendite di spoglio del vescovo predecessore Della Marra. Quando poi venne a morire nel 1772 in Bari il successore Luigi D'Alessandro, egli lasciò pure in testamento trecento ducati quale suo contributo personale alla iniziata costruzione della cattedrale. Nei paesi della diocesi sorgevano nuove chiese e, nel frattempo, nel 1709 fu completata la chiesa parrocchia in Caprarica e nel 1727 in Montesardo; in Castrignano la chiesa di S. Maria delle Morelle nel 1733 e quella parrocchiale, ad unica navata, nel 1747.

Nel 1757 veniva terminata la chiesa parrocchiale di Tiggiano e frattanto si poneva ad una chiesa di queste contrade, la chiesa matrice di Tricase posta di fronte a quella più ricca d opere d'arte, la chiesa di san Domenico dell'Ordine dei frati predicatori. Campane nuove venivano donate e campane rotte venivano riparate per le antiche e per le nuove costruzioni, mentre opere quasi tutte di artisti anonimi ornarono i grandiosi altari elevati per devozione a santi antichi e moderni e da famiglie nobili. Nella cattedrale alessanese, nel 1746 furono fatti pulire e accomodare i quadri del coro raffiguranti i dodici apostoli e la tela della Madonna di Leuca con i santi Giuseppe e Trifone e negli anni seguenti venne restaurata la suppellettile argentea donata dal vescovo Della Marra.

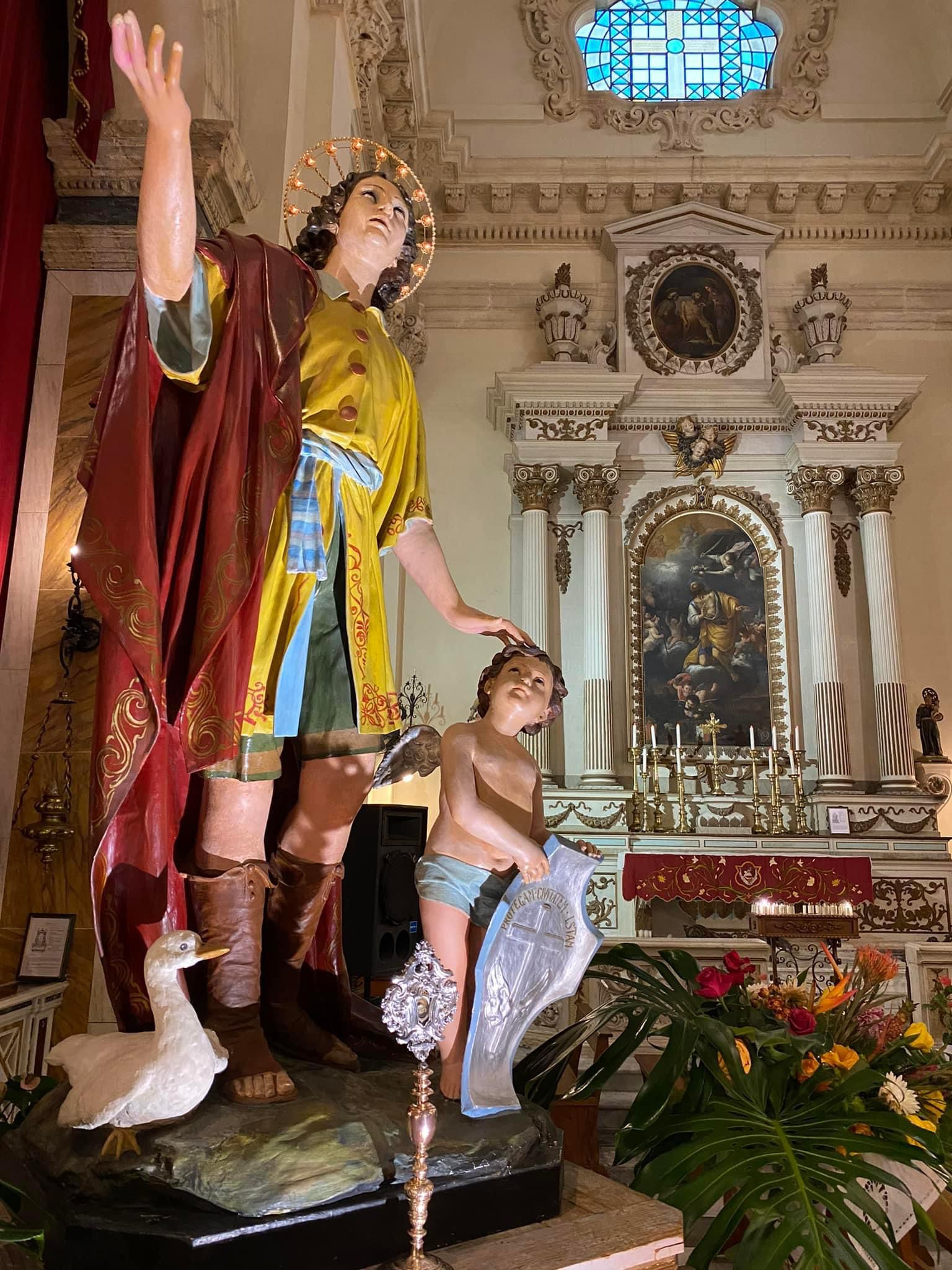
Statua di san Trifone conservata all'interno della chiesa

#### Verso l'attuale edificio
Questa attività edilizia ed artistica esprimeva quella ripresa demografica che nei decenni centrali del secolo è stata individuata dal Villani: a metà secolo Alessano contava circa 1700 abitanti dei quali soltanto 200 erano in tenera età; aveva 72 ecclesiastici tra canonici, mansionari, chierici e novizi; 4 confraternite, del Sacramento, di san Carlo Borromeo, del Rosario, dei Morti; 2 enti assistenziali. Fuori dell'abitato sorgevano fiorenti l'antico convento dell'Ordine dei frati minori conventuali e quello posteriore dell'Ordine dei frati minori cappuccini a meridione.

### L'attuale edificio

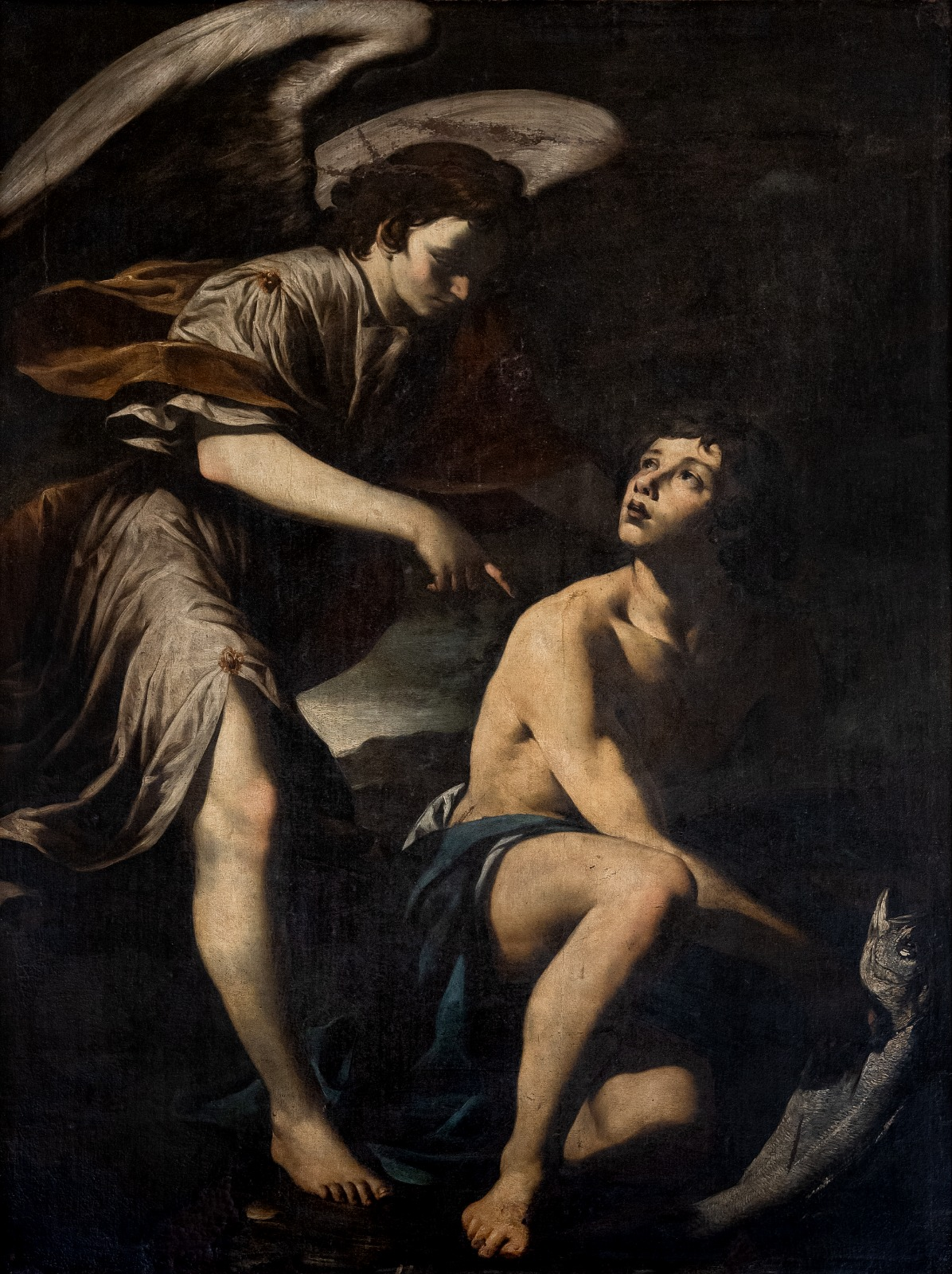
Tobiolo e l'Angelo (Paolo Finoglio)

Nel 1755 divenne vescovo di Alessano monsignor Dionigi (o Dionisio) Latomo Massa, il quale, notando la fatiscenza dell'antica cattedrale, convinse il popolo alessanese a costruirne una nuova.
Il progetto del nuovo edificio fu affidato all'architetto alessanese Felice De Palma, che lo ultimò nel 1760. Nel 1763 fu dato il via ai lavori con una fastosa cerimonia. 
La costruzione del nuovo edificio prevedeva la demolizione della parte anteriore di quello antico, il rifacimento del presbiterio, l'innalzamento di circa cinque metri delle pareti e una nuova copertura in pietra e calce; il nuovo edificio sarebbe stato così due volte più grande del precedente, avrebbe avuto pianta a croce latina, una cripta sotto l'altar maggiore e una cupola al centro del transetto.
I lavori proseguirono ininterrottamente per circa dodici anni; tuttavia ben presto i capitali, ottenuti principalmente dalla vigesima volontariamente oblata dagli alessanesi, iniziarono a scarseggiare. Varie richieste al Regno di Napoli per un qualsiasi tipo di sussidio non furono accolte. La situazione si aggravò quando, nel 1757, vi fu un periodo di carestia che bloccò i lavori. La parte di chiesa già costruita fu temporaneamente utilizzata per le funzioni, nonostante fosse del tutto inadatta al compito: oltre al freddo e all'umidità, la costruzione non riusciva a contenere i miasmi delle sepolture sottostanti. 
I lavori ripresero nel 1772 e interessarono in particolar modo il tetto, la navata sinistra, il coro e il pavimento. Nel 1778 Latomo Massa donò alla cattedrale un pregevole organo a canne di fattura napoletana e ordinò lo scavo di un sepolcro per sé nella navata sinistra, presso l'attuale altare del Crocefisso. Effettivamente il vescovo morì nel 1780; poiché il suo sepolcro non era stato ultimato, le sue spoglie furono poste provvisoriamente nel muro tra l'altare maggiore e la cappella di San Raffaele alla sua destra, dove però furono dimenticate.
In seguito alla morte del Latomo Massa la sede alessanese rimase vacante per ben dodici anni, durante i quali i lavori furono nuovamente sospesi; nel 1792 il successore Gaetano Miceli li fece riprendere, ordinando però la demolizione e il rifacimento della zona della cattedrale inizialmente rimasta in piedi. Decise però di tralasciare alcuni lavori, come l'apertura della cripta e la realizzazione della facciata, che fu aggiunta solo diversi anni dopo la riapertura della chiesa.

#### L'ex cattedrale
Nel 1818 la diocesi di Alessano fu soppressa. Ciò comportò ulteriori economie e il rallentamento dei lavori.
La chiesa fu ultimata nel novembre del 1839, ma fu aperta al culto solo nel 1844, quando fu completata anche la facciata, progettata dall'ingegnere alessanese Benedetto Torsello. Al momento della riapertura, tuttavia, all'edificio mancavano ancora quattro altari degli undici previsti. 
La grandiosità dell'edificio e la intensa attività culturale che il Capitolo della Collegiata continuò a sviluppare ravvivarono i ricordi dell'antica sede episcopale e alimentarono segrete speranze. In una supplica, firmata il 19 aprile 1845, i canonici ed i mansionari del Capitolo chiesero al papa Gregorio XVI, dove si legge:
A fronte a siffatte prerogative e della geografica posizione di questa città la presenza del Vescovo darebbe novella vita alle popolazioni del Capo bisognose dell'immediata assistenza pastorale, non che d'istruzione e di coltura. Ma di cotali vantaggi esse goder non possono posta la residenza del vescovo in Ugento, che come è pur noto giace nel lato opposto della Penisola, lontana e distante dai Comuni del Capo coi quali non ha verun contatto e rapporto. Posta sopra un colle sterile ed infelice, manca di tutte le cose necessarie alla vita, e nella ristrettezza della sua popolazione conta appena due o tre famiglie agiate, e non offre al vescovo una decente e comoda dimora. Le persone che dai varii punti del Capo colà si portano per trattar col Vescovo, e per gli affari di Curia devono passare per strade disastrose e difficili, ed ivi giunte non trovano un albergo, né alcuna locanda per riposarsi e ristorarsi dagl'incomodi del viaggio. La Città e la Chiesa di Ugento potrà vantarsi dell'antica sua celebrità, ma di presente altro non è che un miserabile residuo dell'antica Città, che mostra le rovine della sua passata grandezza»
("Supplica a Gregorio XVI")
Vere che fossero alcune osservazioni, la supplica non ottenne la grazia richiesta, ma non si rassegnarono e dieci anni dopo ritentarono nuovamente; ripeterono le argomentazioni in una supplica del 25 marzo 1859 e a loro si unirono i sindaci. Il ministro degli affari ecclesiastici chiese il parere al vescovo Francesco Bruni, il quale, comprendendo bene il desiderio del clero e del popolo alessanesi, rilevava pure come fosse naturale che il clero e popolo di Ugento dovesse dispiacersi di tale movimento. D'altra parte, scrive:
(Copia autentica della lettera del vescovo Francesco Bruni al ministro degli affari ecclesiastici, Ugento, 7 dicembre 1859)
Pertanto il vescovo non aveva scoraggiato gli uni né incoraggiato gli altri ma, richiesto un parere definitivo, scrisse che le rendite della mensa di Alessano si aggiravano intorno agli 800 ducati dai quali bisognava sottrarre la fondiaria e le spese di culto. Il Capitolo comprendeva due dignità, undici canonici con 70 e 80 ducati di rendite annue e sei partecipanti con 15 ducati di rendite, dei quali però soltanto due erano nominati; otto erano forestieri. Il 18 aprile 1860 Francesco II delle Due Sicilie si degnò di:
(Copia autentica della lettera del Ministro degli affari ecclesiastici al vescovo Francesco Bruni, Napoli, 26 aprile 1860)
A parziale consolazione, i capitolari ricevettero nel giugno il breve pontificio che dava facoltà ai canonici di indossare la cappa prelatizia ed ai mansionari la mozzetta violacea nelle funzioni. Nel corso del XIX secolo i lavori per la decorazione della chiesa furono portati avanti; in particolare essa fu impreziosita da un dipinto del pittore caraveggesco Paolo Finoglio raffigurante Tobiolo e l'Angelo, donato nel 1852 dalla duchessa Maria Riario Sforza. Nel decennio successivo furono ultimati tutti gli altari, il coro ligneo nell'abside e il pulpito a ridosso della navata destra.
Nei primi anni del '900 la navata centrale fu decorata con le statue in cartapesta degli Apostoli e degli Evangelisti. Nel 1965 fu costruito il battistero, che di fatto concluse i lavori.
Nell'ottobre del 1981, nel corso di alcuni interventi di restauro fu rinvenuta la bara con le spoglie del vescovo Latomo Massa; esse furono esposte per alcuni giorni e infine tumulate nello stesso luogo, con l'aggiunta di una lapide commemorativa.

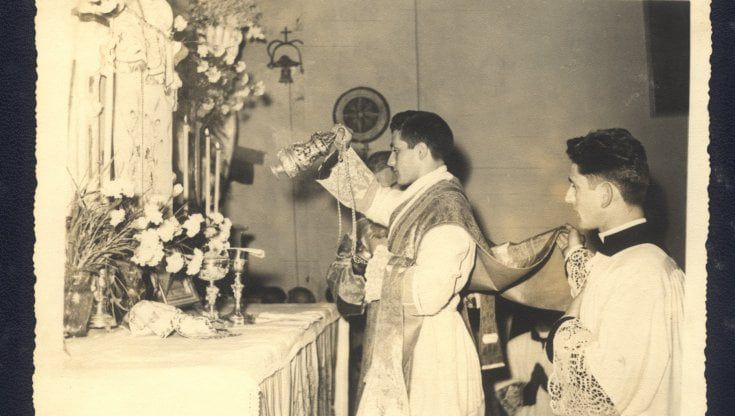
Il venerabile Antonio Bello nel giorno della sua prima presidenza eucaristica

L'8 dicembre 1957 il vescovo Giuseppe Ruotolo ordina presbitero, in questa chiesa, il giovane Antonio Bello, divenuto poi vescovo di Molfetta-Ruvo-Giovinazzo-Terlizzi e dichiarato venerabile da papa Francesco il 25 novembre 2021. Ordinato vescovo, il 31 ottobre 1982, all'indomani della sua consacrazione, presiede la celebrazione eucaristica presso la collegiata e pronuncia le seguenti parole:

## Descrizione

### Esterno
La facciata della chiesa collegiata del Santissimo Salvatore si affaccia su Piazza Don Tonino Bello (in precedenza denominata Piazza Assunzione); l'edificio è orientato in maniera leggermente obliqua rispetto alla piazza poiché la sua pianta segue le linee della cinta muraria oggi non più esistente. Poiché l'edificio è sopraelevato, vi si accede salendo un'ampia scalinata di dieci gradini.
La facciata, stile neoclassico, è incompleta; presenta un severo prospetto squadrato nel quale è iscritto un timpano triangolare che sovrasta tre portali scanditi da lesene.
Il portale centrale è sovrastato dallo stemma di Alessano; i due laterali, più piccoli, recano al di sopra un oculo ciascuno.
Nel 1994 sui portali furono installate delle ante in bronzo, opera dello scultore Marco Pieri, donate alla chiesa da una devota e raffiguranti episodi della vita di Gesù.
Del complesso ecclesiastico fanno parte anche gli edifici addossati alla canonica, un tempo riservati al collegio, oggi utilizzati per riunioni, conciliaboli e altre attività.
Dell'antica cattedrale rimane in piedi il campanile seicentesco, sul fianco destro della chiesa, contenente quattro campane di cui due appartenenti all'antico edificio.

### Interno

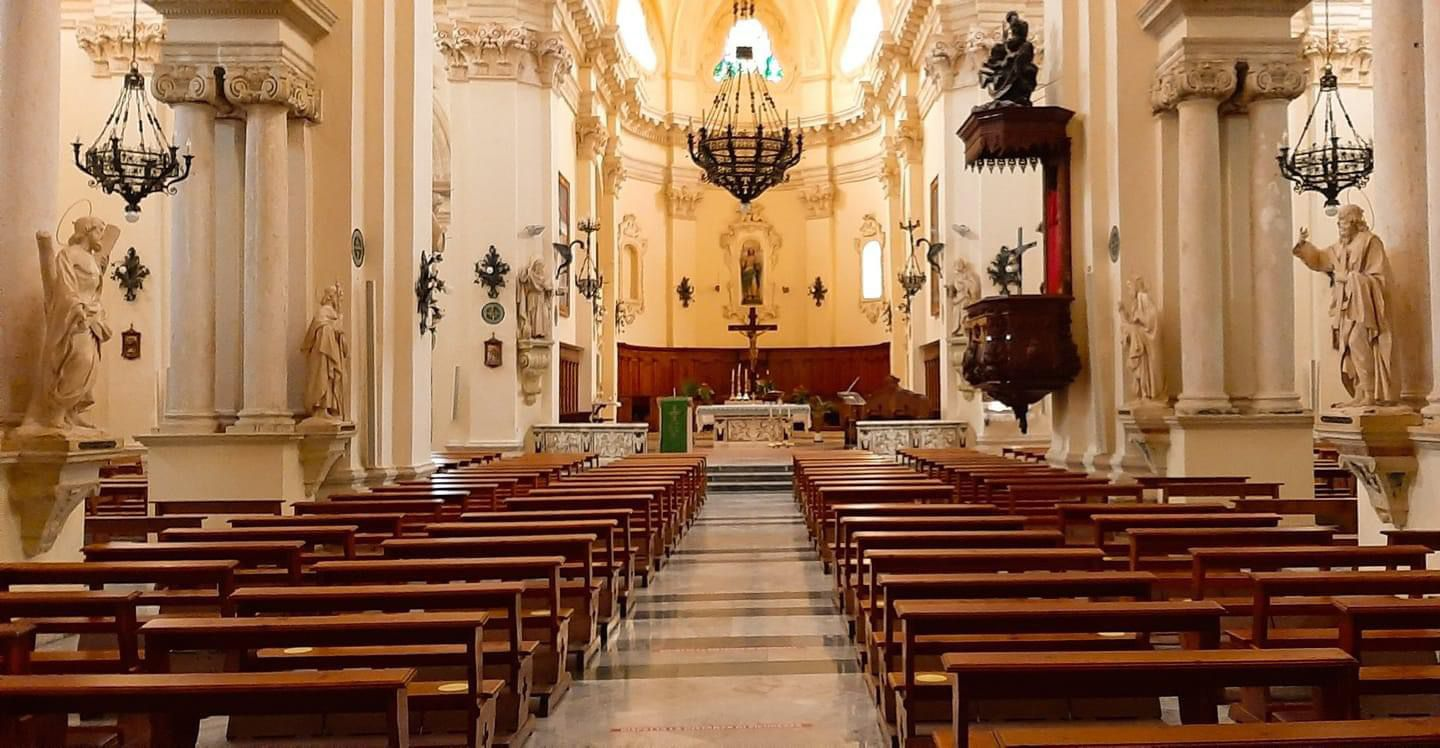
Interno della chiesa

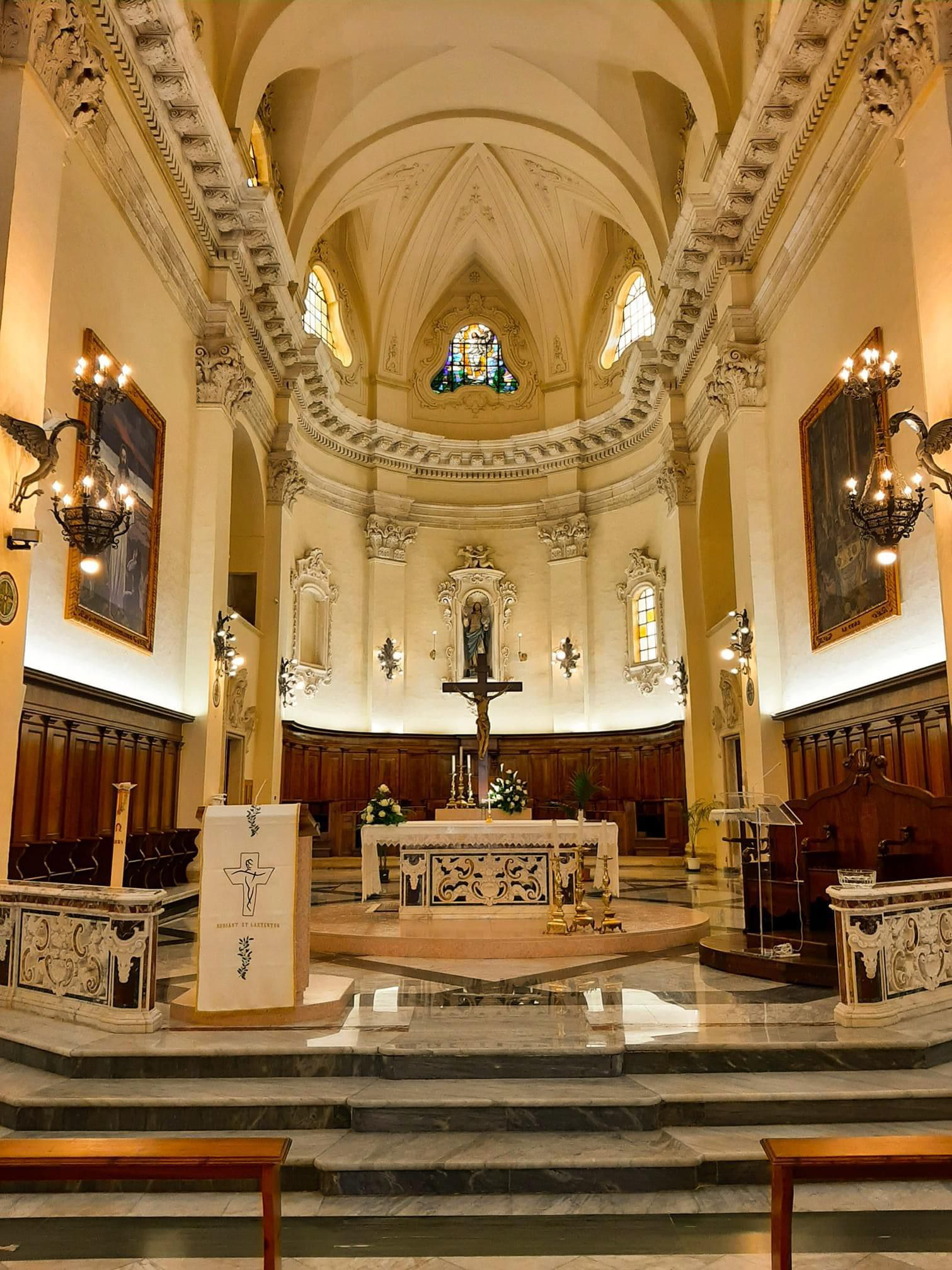
Presbiterio

La chiesa presenta pianta a croce latina, con tre navate scandite da pilastri quadrinati. Le decorazioni non sono ascrivibili a un particolare stile artistico, ma presentano somiglianze con le forme del tardo barocco leccese.
La navata centrale è scandita dalle statue in cartapesta dei dodici apostoli e dei quattro evangelisti realizzate da Placido Buffelli; sulla navata sinistra sono presenti il battistero, l'altare della Madonna di Leuca e quello del Crocefisso; sulla destra quello del Sacro Cuore di Gesù, la Madre del Buon Consiglio e di San Luigi Gonzaga.
Sul transetto sono invece presenti un altare in stile neogotico dedicato a Sant'Oronzo e uno dedicato a San Trifone. All'incrocio con la navata centrale si innesta una cupola.
Il presbiterio è separato dalle navate per mezzo di una balaustra in marmo, che un tempo lo chiudeva completamente a uso iconostasi; recentemente il cancelletto è stato rimosso e la balaustra ridotta.
Ai lati dell'altare maggiore trovano posto il cappellone del Santissimo Sacramento e quello dell'Arcangelo Raffaele, ove è custodita la tela di Paolo Finoglio e le spoglie di Latomo Massa. A lato di quest'ultima vi è l'accesso alla sacrestia monumentale.

### Sotterranei
La chiesa attuale risulta sopraelevata rispetto al piano stradale in quanto nei suoi sotterranei sono presenti alcuni ambienti un tempo adibiti a sepolcri.
Nel 1992 fu condotta una campagna di scavo che portò alla luce gli ambienti sepolcrali utilizzati dal medioevo al XVII secolo, che si trovavano a circa due metri di profondità rispetto al piano di calpestio della chiesa.
I numerosi resti ossei ivi rinvenuti sono stati traslati in un ossario del cimitero di Alessano, e quattro tombe sono state lasciate a vista con copertura a griglia in plexiglas per favorire l'accesso e la ventilazione degli ambienti.